# Tully-Fisher-Beziehung
Die Tully-Fisher-Beziehung (veröffentlicht 1977 von Richard Brent Tully und Richard Fisher) beschreibt einen Zusammenhang zwischen der Rotationsgeschwindigkeit von Spiralgalaxien und ihrer Leuchtkraft. Man kann aus der Verschiebung ihrer Spektrallinien und der daraus folgenden Rotationsgeschwindigkeit auf ihre Leuchtkraft und damit bei bekannter Helligkeit auf ihre Entfernung schließen.
Die Tully-Fisher-Beziehung lautet:
{\displaystyle L\propto (\mathrm {v} _{\mathrm {max} })^{\beta }}
Dieser empirisch gefundene Zusammenhang besagt, dass die Leuchtkraft {\displaystyle L} einer Spiralgalaxie proportional zu einer Potenz ihrer maximalen Umdrehungsgeschwindigkeit {\displaystyle \mathrm {v} _{\mathrm {max} }} ist. Der Exponent {\displaystyle \beta } des Potenzgesetzes hängt ab vom Spektralbereich:
- {\displaystyle \beta =3{,}0} im B-Band ({\displaystyle \lambda =400\,\mathrm {nm} })
- {\displaystyle \beta =3{,}2} im I-Band ({\displaystyle \lambda =800\,\mathrm {nm} })
- {\displaystyle \beta =4{,}2} im H-Band ({\displaystyle \lambda =1.200\,\mathrm {nm} }).

Die maximale Umdrehungsgeschwindigkeit lässt sich aus der Verbreiterung der Spektrallinien errechnen. Zur Messung wird insbesondere die 21-cm-Linie im Radiospektrum des Wasserstoffs benutzt. Für die Entfernungsbestimmung wird das I-Band benutzt, da hier alle Sterne zur Leuchtkraft beitragen, wohingegen im B-Band die Leuchtkraft ausschließlich durch junge OB-Sterne dominiert wird.
Die Berechnung beruht darauf, dass das Licht der Spiralarme, die sich auf uns zu bewegen, eine leichte Blauverschiebung erfährt, während das Licht der Arme, die sich von uns fort bewegen, eine Rotverschiebung aufweist (Doppler-Effekt). Je schneller die Umdrehung, desto stärker sind diese Verschiebungen, und die Spektrallinien werden entsprechend breiter; die Breite ist also ein Maß für die Drehgeschwindigkeit. Die Umdrehungsgeschwindigkeit steht ihrerseits in direkter Relation zur Masse der Galaxie, da die Gravitation als Zentripetalkraft wirkt. Schließlich wird angenommen, dass Galaxien mit ähnlichen Massen eine vergleichbare absolute Leuchtkraft besitzen und diese Leuchtkraft proportional zur Masse wächst. Aus dem Vergleich der errechneten absoluten mit der scheinbaren (beobachteten) Helligkeit ergibt sich die Entfernung zu der Galaxie.
Ein Analogon zur Tully-Fisher-Beziehung für Elliptische Galaxien ist die Faber-Jackson-Beziehung, welche besagt, dass die Leuchtkraft proportional zur vierten Potenz der Geschwindigkeitsdispersion ist.